# Brussels Cycling Classic 2023
La Brussels Cycling Classic 2023, centotreesima edizione della corsa e valevole come ventiseiesima prova dell'UCI ProSeries 2023 categoria 1.Pro, si svolse il 4 giugno 2023 per un percorso di 207 km, con partenza e arrivo a Bruxelles, in Belgio. La vittoria fu appannaggio del francese Arnaud Démare, il quale completò il percorso in 4h41'51", alla media di 44,087 km/h, precedendo il danese Tobias Lund Andresen ed il belga Jordi Meeus.

## Squadre e corridori partecipanti
| N.    | Cod. | Squadra                  |
| ----- | ---- | ------------------------ |
| 1-7   | ICW  | Intermarché-Circus-Wanty |
| 11-17 | SOQ  | Soudal Quick-Step        |
| 21-27 | ACT  | AG2R Citroën Team        |
| 31-36 | ADC  | Alpecin-Deceuninck       |
| 41-47 | LTD  | Lotto Dstny              |
| 51-57 | COF  | Cofidis                  |
| 61-67 | GFC  | Groupama-FDJ             |
| 71-76 | ARK  | Team Arkéa-Samsic        |
| 81-87 | DSM  | Team DSM                 |
| 91-96 | JAY  | Team Jayco AlUla         |

| N.      | Cod. | Squadra                     |
| ------- | ---- | --------------------------- |
| 101-106 | BOH  | Bora-Hansgrohe              |
| 111-117 | BEB  | Bolton Equities Black Spoke |
| 121-127 | COR  | Corratec Selle Italia       |
| 131-137 | HPM  | Human Powered Health        |
| 141-147 | BWB  | Bingoal WB                  |
| 151-157 | IPT  | Israel-Premier Tech         |
| 161-167 | Q36  | Q36.5 Pro Cycling Team      |
| 171-177 | TFB  | Team Flanders-Baloise       |
| 181-187 | TEN  | TotalEnergies               |
| 191-197 | UXT  | Uno-X Pro Cycling Team      |

## Ordine d'arrivo (Top 10)
| Pos. | Corridore         | Squadra       | Tempo    |
| ---- | ----------------- | ------------- | -------- |
| 1    | Arnaud Démare     | Groupama      | 4h41'51" |
| 2    | T. Lund Andresen  | DSM           | s.t.     |
| 3    | Jordi Meeus       | Bora          | s.t.     |
| 4    | Biniam Girmay     | Intermarché   | s.t.     |
| 5    | Dries Van Gestel  | TotalEnergies | s.t.     |
| 6    | Clément Venturini | AG2R          | s.t.     |
| 7    | Matis Louvel      | Arkéa         | s.t.     |
| 8    | Tom Van Asbroeck  | Israel        | s.t.     |
| 9    | Cédric Beullens   | Lotto         | s.t.     |
| 10   | Derek Gee         | Israel        | s.t.     |